# Une grande vie, 2e partie
Pour plus de détails, voir Fiche technique et Distribution.
Une grande vie, 2e partie (en russe : Большая жизнь. Вторая серия, Bolshaya zhizn. 2 seriya) est un long-métrage soviétique réalisé par Leonid Loukov et sorti en 1946. Le film est la suite d'une première partie, tournée en 1939.
En 1963, le directeur réalise un nouveau montage de son film, dans lequel tous les fragments montrant Staline ont été coupés et où deux chansons interprétées par Mark Bernes ont été amputées d'un verset.

## Distribution
- Vera Shershnyova : Sonia Ossipova
- Lidia Smirnova : Zhenya Buslaeva
- Aleksandra Popova : Zina (comme Alla Popova)
- Lidiya Kartashyova : la femme de Kozodoev
- Boris Andreïev : Khariton Baloun
- Piotr Aleïnikov : Vania Kourski
- Mark Bernes : Petukhov
- Lavrenti Masokha : Makar Liagotine
- Stepan Kaïoukov : Oussynine
- Ivan Pelttser : Kozodoev
- Aleksei Krasnopolski : l'organisateur de la fête
- Yuri Lavrov : Kuzmin
- Sergei Blinnikov : le chef de l'usine
- G. Andreeva :
- Aleksey Konsovskiy : Alyosha
- Vladimir Dorofeyev : Dorofeev, ancien mineur
- Anton Dunajsky : Korzinkin
- Klavdiya Korobova : la mère de Seryozha (non créditée)
- Ariadna Lyssak : l'amie de Zhenya (non créditée)
- Vladimir Uralsky : Kirichenko (non crédité)